# Frédéric Schenck de Toutenburg
Frédéric Schenck van Toutenburg (Vollenhove, vers 1503 - Utrecht, 25 août 1580) est le premier archevêque du Sticht Utrecht.

## Biographie
Il était le fils de Georg Schenck van Toutenburg et d'Anna de Vos de Steenwijk à Batinge. Sa sœur était Maria Schenck van Toutenburg, abbesse de Rijnsburg.
Schenck van Toutenburg est devenu membre de la Chambre impériale à Spire après avoir obtenu son diplôme en droit.
Après son ordination, il devint archidiacre de Saint-Pierre (nl) à Utrecht et prévôt de Basilique Saint-Plechelm à Oldenzaal. Il a écrit plusieurs traités de droit canonique avant d'être nommé premier archevêque d'Utrecht par Philippe II lors de la réorganisation épiscopale des Pays-Bas en 1559. La nomination a été ratifiée en 1561 par le pape Pie IV.

## Position pendant la Réforme
Sous son règne sur le siège d’archevêque, la Réforme apparaît dans le nord des Pays-Bas. Marguerite de Parme, gouverneur des Pays-Bas, le force à appliquer les décrets du concile de Trente et à convoquer un synode provincial à cet effet en 1565. Le clergé et les chanoines se sont fermement opposés aux nouvelles mesures disciplinaires et ont essayé de contrecarrer son initiative. Schenck van Toutenburg manquait de volonté et de force pour briser la résistance et mener la lutte contre le protestantisme. Juste avant son décès, la pratique du culte catholique a même été interdite à Utrecht et l'église du Dom a été fermée. Après son trépas, les catholiques ont été autorisés à ensevelir leur archevêque dans cet édifice mais sous la contrainte de rester sobre. La cérémonie du 30 août 1580 a cependant été interrompue par les protestants, qui ont chanté leur version du psaume 130 à la place du chant catholique De profundis. Pendant de nombreuses années, ces obsèques resteront la dernière expression publique du catholicisme dans la ville d'Utrecht.